# Husariwka (przystanek kolejowy)
Husariwka (ukr. Гусарівка) – przystanek kolejowy w pobliżu miejscowości Husariwka, w rejonie korosteńskim, w obwodzie żytomierskim, na Ukrainie. Położony jest na linii z Owrucza do Strefy Wykluczenia.